# Wasilij Czerniajew
Wasilij Matwiejewicz Czerniajew (ros. Василий Матвеевич Черняев, ur. 22 marca?/2 kwietnia 1794 w ujeździe ziemlańskim guberni woroneskiej, zm. 16 marca 1871 w Charkowie) – rosyjski botanik i mykolog.
Jego nazwisko jest zapisane cyrylicą i pojawiło się w dokumentacji naukowej z wieloma różnymi pisowniami, w tym V. Czernajev, Basil Matwiejewicz Czerniaiev, B.M. Czernaiev, B.M. Czernjaëv, B.M. Czernjaëw, V.M. Tschernaiew, V. Tschernajef i V. Czerniaier.

## Życie i praca naukowa
Już podczas studiów na Uniwersytecie w Charkowie został opiekunem Muzeum Historii Naturalnej. W 1826 r. został na tym uniwersytecie adiunktem botaniki, w 1829 r. profesorem zwyczajnym, a od 1859 r. profesorem emerytowanym. Latem 1820 r. wraz ze słynnym botanikiem M. Bibersteinem odbył pierwszą wyprawę botaniczną do środkowych i południowych obwodów Ukrainy. Rezultatem tej wyprawy było zgromadzenie obszernego materiału, który stał się podstawą Zielnika Uniwersytetu Charkowskiego (CWU), stworzonego przez V.M. Czerniajewa w 1825 roku. W latach 1821–1825 odwiedził Francję, Szwajcarię, Niemcy, Austrię, Włochy i wyspy śródziemnomorskie, odwiedzając wszędzie lokalne zielniki, porównując okazy i wymieniając duplikaty. Po powrocie z podróży przez kilka lat zajmował się przede wszystkim nauczaniem i pracą publiczną. Jednak w 1838 roku powrócił do działalności ekspedycyjnej i w ciągu zaledwie jednego lata spędzonego w rejonie Charkowa on i jego uczniowie zebrali zielnik zawierający 900 gatunków grzybów. Czerniajew został pierwszym mykologiem, który przeprowadził systematyczne badania mykobioty Ukrainy i Imperium Rosyjskiego. Jako pierwszy w tym imperium wprowadził do opisów grzybów rysunki. Wykonywali je profesjonalni artyści. Na łamach gazet charkowskich udzielał praktycznych wskazówek z zakresu zielarstwa, ogrodnictwa, leśnictwa, uprawy łąk i melonów oraz propagował powszechne spożywanie grzybów, w tym tak nietradycyjnych gatunków, jak uszak skórnikowaty.
Jeszcze dwukrotnie podejmował rozległe wyprawy po prowincji charkowskiej, następnie eksplorował wybrzeże Morza Czarnego, Kaukazu i Donu. Podczas wypraw przeprowadził zakrojone na szeroką skalę badania florystyczne. W samej prowincji Charków stwierdził 1769 gatunków roślin naczyniowych, z czego około 20 opisał po raz pierwszy dla nauki. Znalazł także nowe gatunki grzybów. W 1845 r. opublikował swoje główne dzieło mykologiczne „Nowe rośliny kryptogamiczne Ukrainy i kilka słów o florze tego kraju”, w którym po raz pierwszy dla nauki opisał 11 gatunków podstawczaków i 5 rodzajów wnętrzniaków.
Czerniajew był profesorem botaniki na Uniwersytecie w Charkowie i dyrektorem tamtejszego ogrodu botanicznego.
W naukowych nazwach utworzonych przez niego taksonów dodawany jest skrót jego nazwiska Czern.